# Flyboys
Pour plus de détails, voir Fiche technique et Distribution.
Flyboys (ou L'Escadrille Lafayette au Québec) est un film de guerre américain de Tony Bill sorti en 2006. 
Le film, dont l'histoire se déroule durant la Première Guerre mondiale, se base sur une histoire tirée d'un épisode authentique du conflit. Il a été tourné au Royaume-Uni au printemps 2005.
C'est une adaptation du film C'est la guerre de William A. Wellman sorti en 1958.

## Synopsis
En 1916, alors que les États-Unis ne sont pas encore entrés officiellement en guerre, le jeune Blaine Rawlings et quelques-uns de ses concitoyens américains se portent volontaires pour aller combattre l'Allemagne en intégrant l'aviation militaire de l'armée française (l'armée de l'air n'existait pas encore).
Commandés par le capitaine Thénault, ces pilotes vont constituer l'escadrille La Fayette.

## Fiche technique
- Titre français : Flyboys
- Titre québécois : L'Escadrille Lafayette
- Titre original : Flyboys
- Réalisation : Tony Bill
- Scénario : David S. Ward
- Photographie : Henry Braham
- Musique : Trevor Rabin
- Montage : Chris Blunden et Ron Rosen
- Producteur : Dean Devlin et Marc Frydman
- Format : 16/9
- Durée : 139 minutes
- Date de sortie : 22 septembre 2006.

## Distribution
- James Franco (VF : Philippe Valmont et VQ : Martin Watier) : Blaine Rawlings (rôle basé sur Frank Luke)
- Jean Reno (VF : lui-même et VQ : Guy Nadon) : le capitaine Thénault (rôle basé sur le lieutenant colonel Georges Thenault)
- Augustin Legrand (VF : lui-même) : le lieutenant Giroux
- Martin Henderson (VF : Damien Boisseau et VQ : Daniel Picard) : Reed Cassidy (rôle basé sur Raoul Gervais Lufbery)
- Jennifer Decker (VF : elle-même) : Lucienne
- David Ellison (VF : Axel Kiener et VQ : Marc-André Bélanger) : Eddie Beagle
- Tyler Labine (VQ : Patrice Dubois) : Briggs Lowry
- Philip Winchester : William Jensen
- Abdul Salis : Eugene Skinner (rôle basé sur Eugene Jacques Bullard)
- Keith McErlean (en) : Vernon Toddman
- Tim Pigott-Smith  (VF : Philippe Vincent et VQ : Pierre Chagnon)  : Mr. Lowry
- Michael Jibson (en) (VF : Alexandre Gillet et VQ : Daniel Roy) : Lyle Porter
- Christien Anholt (VQ : Tristan Harvey) : Higgins

Source : RS Doublage - VF

## Distinctions
- Saturn Awards - Academy of Science Fiction, Fantasy & Horror Films 2007 (édition n°33)
  - Nomination dans la catégorie Meilleur film d'action/aventures/thriller pour Tony Bill
  - Nomination dans la catégorie Meilleure musique pour Trevor Rabin
  - Nomination dans la catégorie Meilleurs costumes Nic Ede

## Adaptation
Le film a été adapté en jeu vidéo sous le titre Flyboys Squadron par iEntertainment Network. Le jeu est un simulateur de vol de combat exclusif à Windows. Il a reçu les notes de 6,6/10 sur IGN et de 3,5/10 sur GameSpot.